# Horch 12
Horch V 12 (Тип 600, 670) — 12-циліндрові автомобілі, що випускались компанією Horch AG (з червня 1932 у складі Auto Union) впродовж 1931 - 1934 рр. у кількості 81 екземплярів (з них 4 Тип 670 кабріолет).

## Історія
Фріц Фідлер розробив мотор V12 об'ємом 6 л з семи опорами колінчастого валу для нового автомобіля компанії Horch. Ланцюг розподільчого валу мав пристрій автоматичного натягу. На шасі Horch 12 запозичили ресори жорсткої підвіски передньої та задньої осей з моделей 780B/500B. Крім того використовувався стаціонарний гідравлічний домкрат для заміни коліс. Педаль гальма мала сервопривід Bosch Dewandre. Нова модель проектувалась з врахуванням досвіду будівництва моделей Типів 780B/500B.
Восени 1931 компанія Horch об'єдналась з Audi, DKW і Wanderer в компанію Auto Union. На Паризькому автосалоні 1931 було презентовано Horch 12 Тип 670 з кузовом дводверний кабріолет і колісною базою 3,43 м. До 1934 було виготовлено 53 машини Типу 670.
Наступного року вже Auto Union презентувала Тип 600 з видовженою колісною базою шасі 3,75 м, призначеного для чотирьохдверних кузовів лімузин і кабріолет типу пульман-лімузин. Загалом було виготовлено 28 машин Horch Тип 600.
У Німеччині Horch 12 стали конкурентами 8-циліндрового Mercedes-Benz 770 і 12-циліндрового Maybach Zeppelin DS 8, але значно вигравали у ціні: 23.500 рейхсмарок проти відповідно 45.000 і 33.200 рейхсмарок (сьогодні приблизно 87000, 166000 і 129000 євро). У часи великої депресії ціна авто могла мати вирішальне значення при купівлі автомашини.

### Технічні дані Horch 12
|                    |                                                  |
| Розміри            | Параметри                                        |
| Роки випуску:      | - 600 1931/34 - 679 1932/33                      |
| Колісна база :     | - 600 3450 мм - 679 3750 мм                      |
| Довжина:           | - 600 5400 мм - 679 5550 мм                      |
| Ширина             | 1820 мм                                          |
| Висота             | - 600 1650 мм - 679 1720 мм                      |
| Колія перед/зад:   | 1470 мм/1500 мм                                  |
| Маса порожнього:   | 2300-2500 кг                                     |
| Маса повна:        | 2950-3200 кг                                     |
| Мотор              | 1×V12-легкосплавний, розвал блоків циліндрів 60° |
| Потужність мотору: | 120 к.с. при 3200 об/хв                          |
| Об'єм мотору       | 6031 см³, 80мм×100мм                             |
| Трансмісія :       | КП 4 -ступінчаста механічна                      |
| Швидкість :        | - 600 130 км/год - 679 140 км/год                |
| Витрата пального:  | 26/28 л на 100 км                                |